# Río Aisén
Río Aisén är ett vattendrag  i Chile.   Det ligger i regionen Región de Aisén i den södra delen av landet, 1 300 km söder om huvudstaden Santiago de Chile och mynnar ut i  Aisenfjorden.
I omgivningen kring Río Aisén växer i huvudsak blandskog och området är nästan obefolkat, med mindre än två invånare per kvadratkilometer.